# يوري رومانينكو
يوري رومانينكو (بالإنجليزية: Yury Romanenko)‏ (و. 1944 – م) هو طيار، ورائد فضاء من الاتحاد السوفيتي .
ويحمل رتبة عسكرية عقيد .

## ريادة الفضاء
شارك في المهمات الفضائية:
- Soyuz 26
- Soyuz 27
- Soyuz TM-2
- Soyuz 38
- سويوز تي أم - 3.

## جوائز
حصل على جوائز منها:
- وسام لينين
- وسام النجمة الحمراء
- Pilot-Cosmonaut of the USSR
- Order of Klement Gottwald
- بطل الاتحاد السوفيتي
- Medal "For Merit in Space Exploration".

## روابط خارجية
- يوري رومانينكو على موقع مونزينجر (الألمانية)